# Bîkiv, Drohobîci
Bîkiv (în ucraineană Биків) este un sat în comuna Bîstrîțea din raionul Drohobîci, regiunea Liov, Ucraina.

## Demografie
Componența lingvistică a localității Bîkiv
     Ucraineană (99,23%)
     Alte limbi (0,76%)
Conform recensământului din 2001, majoritatea populației localității Bîkiv era vorbitoare de ucraineană (99,23%), existând în minoritate și vorbitori de alte limbi.